# Dụ ngôn Lazarus và phú ông
Lazarus và Phú ông là một dụ ngôn của Chúa Giêsu được ghi lại trong chương 16 của sách Phúc Âm Luca (Lc 16:19–31). Trong khi nói chuyện với các tông đồ và một vài người Pharisêu, Chúa Giêsu đã kể về một phú ông vô danh và một người ăn mày tên là Lazarus. Sau khi cả hai người qua đời, linh hồn phú ông bị mang xuống Hỏa ngục và ở đó, ông cầu xin tổ phụ Abraham đang ngự trên Thiên đàng sai ông Lazarus xuống thế gian để cảnh báo gia đình mình khỏi phải chịu cực hình dưới Hỏa ngục. Tổ phụ Abraham trả lời phú ông rằng: "Môsê và các Ngôn Sứ mà họ còn chẳng chịu nghe, thì người chết có sống lại, họ cũng chẳng chịu tin". 
Dụ ngôn này, bên cạnh các dụ ngôn về Mười trinh nữ, Đứa con hoang đàng và Người Samari nhân lành, là chủ đề được yêu thích của nhiều họa sĩ và nhà thần học, có thể là bởi vì dụ ngôn này phác họa cách sống động về sự sống đời sau từng được ghi lại trong Tân Ước.

## Dụ ngôn
| “                                                                   | Có một ông nhà giàu kia, mặc toàn lụa là gấm vóc, ngày ngày yến tiệc linh đình. Lại có một người nghèo khó tên là La-da-rô, mụn nhọt đầy mình, nằm trước cổng ông nhà giàu, thèm được những thứ trên bàn ăn của ông ấy rớt xuống mà ăn cho no. Lại thêm mấy con chó cứ đến liếm ghẻ chốc anh ta. Thế rồi người nghèo này chết, và được thiên thần đem vào lòng ông Áp-ra-ham. Ông nhà giàu cũng chết, và người ta đem chôn. "Dưới âm phủ, đang khi chịu cực hình, ông ta ngước mắt lên, thấy tổ phụ Áp-ra-ham ở tận đàng xa, và thấy anh La-da-rô trong lòng tổ phụ. Bấy giờ ông ta kêu lên: "Lạy tổ phụ Áp-ra-ham, xin thương xót con, và sai anh La-da-rô nhúng đầu ngón tay vào nước, nhỏ trên lưỡi con cho mát; vì ở đây con bị lửa thiêu đốt khổ lắm!". Ông Áp-ra-ham đáp: "Con ơi, hãy nhớ lại: suốt đời con, con đã nhận phần phước của con rồi; còn La-da-rô suốt một đời chịu toàn những bất hạnh. Bây giờ, La-da-rô được an ủi nơi đây, còn con thì phải chịu khốn khổ. Hơn nữa, giữa chúng ta đây và các con đã có một vực thẳm lớn, đến nỗi bên này muốn qua bên các con cũng không được, mà bên đó có qua bên chúng ta đây cũng không được". Ông nhà giàu nói: "Lạy tổ phụ, vậy thì con xin tổ phụ sai anh La-da-rô đến nhà cha con, vì con hiện còn năm người anh em nữa. Xin sai anh đến cảnh cáo họ, kẻo họ lại cũng sa vào chốn cực hình này!". Ông Áp-ra-ham đáp: "Chúng đã có Mô-sê và các Ngôn Sứ, thì chúng cứ nghe lời các vị đó". Ông nhà giàu nói: "Thưa tổ phụ Áp-ra-ham, họ không chịu nghe đâu, nhưng nếu có người từ cõi chết đến với họ, thì họ sẽ ăn năn sám hối". Ông Áp-ra-ham đáp: "Mô-sê và các Ngôn Sứ mà họ còn chẳng chịu nghe, thì người chết có sống lại, họ cũng chẳng chịu tin". | ” |
| — Luca 16:19-31, Bản dịch của Nhóm Phiên dịch Các giờ kinh Phụng vụ | |   |

## Diễn giải
Dụ ngôn này minh họa chủ đề chung trong một số dụ ngôn của Chúa Giê-xu: cách đối xử với những người bần cùng trong xã hội là thước đo chính xác lòng sùng tín. Phú ông thỏa mãn những đức hạnh của thế gian và tuân giữ luật pháp của loài người, song những điều này không thể bù đắp cho thái độ vô cảm đối với những người bần cùng trong xã hội. Nhiều lần Chúa Giê-xu dạy rằng Vương quốc của Thiên Chúa là của linh hồn không phải của luật pháp, trái với sự hiểu biết của người Pharisee về Đấng Messiah.
Điều khiến dụ ngôn này càng sắc nét hơn là sự kiện tác giả Phúc âm Lu-ca cũng là người viết sách Công vụ các Sứ đồ, ký thuật những sự kiện xảy ra sau khi Chúa Giê-xu phục sinh. Lúc ấy, có những người không chỉ muốn có lời của Moses và các nhà tiên tri, mà còn muốn nghe lời chứng của người chết sống lại. Đối với các tín hữu Cơ Đốc thời kỳ tiên khởi, dụ ngôn này giải đáp những thắc mắc của họ tại sao Chúa Giê-xu, sau khi sống lại, đã không giảng dạy và đưa ra những lời cảnh báo cho người còn sống.
Một nét riêng của dụ ngôn này là, không giống các dụ ngôn khác, trong đó Chúa Giê-xu chỉ nhắc đến những nhân vật trong dụ ngôn như là "có một người", hoặc "một người gieo giống"..., ở đây nhân vật được nhắc đến bằng một cái tên. Do đó, có quan điểm được một số người chấp nhận, cho rằng đây không chỉ là một dụ ngôn, nhưng là một câu chuyện liên quan đến một người hành khất tên Lazarus và một phú ông.

## Đời sau
Quan điểm Cơ Đốc luận giải rằng câu chuyện là một sự hé lộ một số chi tiết về đời sau. Hầu hết tín hữu Cơ Đốc tin vào sự phán xét đặc biệt và nhận thấy câu chuyện phù hợp với niềm tin ấy. Theo cách giải thích của họ, Lazarus được rước lên thiên đàng, còn phú ông bị đày xuống âm phủ.
Theo quan điểm thế tục, câu chuyện thể hiện niềm tin của người Do Thái vào thế kỷ thứ nhất, theo đó Sheol ("Hades" trong Hi văn) là nơi đến của tất cả người chết. Ở đây, có một số người được yên nghỉ trong khi những người khác phải chịu đau đớn cho đến Ngày Phán xét. Trong câu chuyện này, cả Lazarus và người giàu đều đến Sheol, ở đó người chết được chia ra theo tư cách đạo đức của họ. Lazarus đến nơi an ủi với sự hiện diện của Abraham, trong khi phú ông chịu đọa đày trong lửa.